# Louis Matout
Louis Matout né à Renwez (Ardennes) le 19 mars 1811 et mort à Paris le 24 janvier 1888 est un peintre français.

## Biographie
D'origine modeste, c'est grâce à l'aide d'un architecte rencontré sur un des chantiers où il travaille pendant sa jeunesse que Louis Matout est admis à l'École des beaux-arts de Paris.
Il commence à exposer ses œuvres au Salon de 1833. En 1852, le ministre des beaux-arts, Achille Fould, lui passe commande d'un tableau sur le sujet d'Ambroise Paré faisant la ligature pour remplacer la fresque centrale alors délabrée peinte par Esprit Antoine Gibelin en 1778, ainsi que les deux fresques qui la cantonnaient, pour la décoration du grand amphithéâtre de l'école de médecine. Pour recouvrir ces trois fresques il commande également deux autres tableaux : l'un représentant Lanfranc et l'autre représentant Desault. Ces trois tableaux disparurent, ainsi que le reste des fresques de Gibelin, dans un incendie le 8 octobre 1889. Sa notoriété lui vient d'ailleurs à l'époque de ses travaux de décoration de différents munuments publics tels que les églises Saint-Gervais, Saint-Merri et Saint-Sulpice, ou encore les cathédrales d’Alger, de La Rochelle et d’Angoulême,.
Le général Antoine Alfred Eugène Chanzy, député des Ardennes et ambassadeur de France en Russie, recommanda Louis Matout à Edmond Turquet, sous-secrétaire d'État à l'Instruction publique et aux Beaux-arts, dans une lettre du 24 juin 1879 pour qu'on lui passe des commandes.
Il reçoit les insignes de chevalier de la Légion d'honneur par décret du 16 août 1857.

## Collections publiques
Algérie
- Alger, cathédrale Saint-Philippe d'Alger, devenue depuis la mosquée Ketchaoua[1].

France
- Ajaccio, musée Fesch : Moïse abandonné sur le Nil, avant 1864, huile sur toile.
- Angoulême, cathédrale Saint-Pierre.
- Annecy, château d'Annecy : Danse Antique, huile sur toile.
- Carcassonne, musée des Beaux-Arts :
  - Le Goût, 1849, huile sur toile ;
  - Le Dieu Pan au milieu des nymphes, 1847, huile sur toile.
- Châteauroux, musée Bertrand : Le Mauvais riche, 1860, huile sur toile.
- Clamecy, musée d'Art et d'Histoire Romain Rolland : La Mauresque d'Alger, ou Femme mauresque, 1851, huile sur toile[3].
- La Rochelle, cathédrale Saint-Louis :
  - Jésus chez Simon le pharisien, 1879, huile sur toile ;
  - Jésus embrassant les enfants, ou Laissez venir à moi les petits enfants, vers 1882, huile sur toile.
- Mâcon, musée des Ursulines : Femme de Boghari tuée par un lion ; Épisode de la vie du désert, 1853, huile sur toile[4].
- Paris :
  - église Saint-Gervais-Saint-Protais, chapelle Saint-Anne.
  - église Saint-Sulpice : Saint-Louis enterre les pestiférés à Damiette et Saint Louis rendant la justice.
  - église Saint-Merri : chapelle Saint-Jacques.
  - hôpital Lariboisière, chapelle : peintures murales, 1858.
  - musée du Louvre :
    - L'Assemblée des dieux, 1868, plafond de la salle des Empereurs, peinture à l'huile[5] ;
    - Projet pour une composition allégorique, crayon noir et rehaut de blanc[6] ;
    - Une armée de guerriers armés, en costume médiéval, Salon de 1874, crayon noir et rehaut de blanc[7].

  - Faculté de médecine de Paris, grand amphithéâtre : Ambroise Paré réalisant la première ligature, 1853, huile sur toile, œuvre détruite.
  - université Paris Descartes : plafond.

Œuvres de Louis Matout
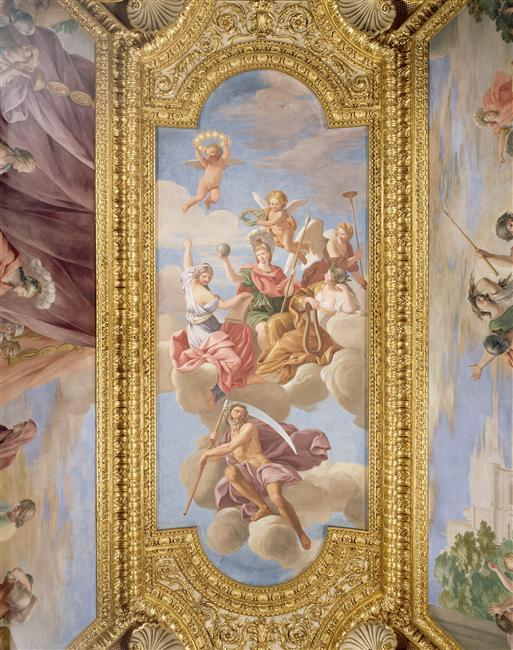
La Poésie et l'Histoire célébrant les exploits de Rome (1861), d'après Giovanni Francesco Romanelli, Paris, musée du Louvre.
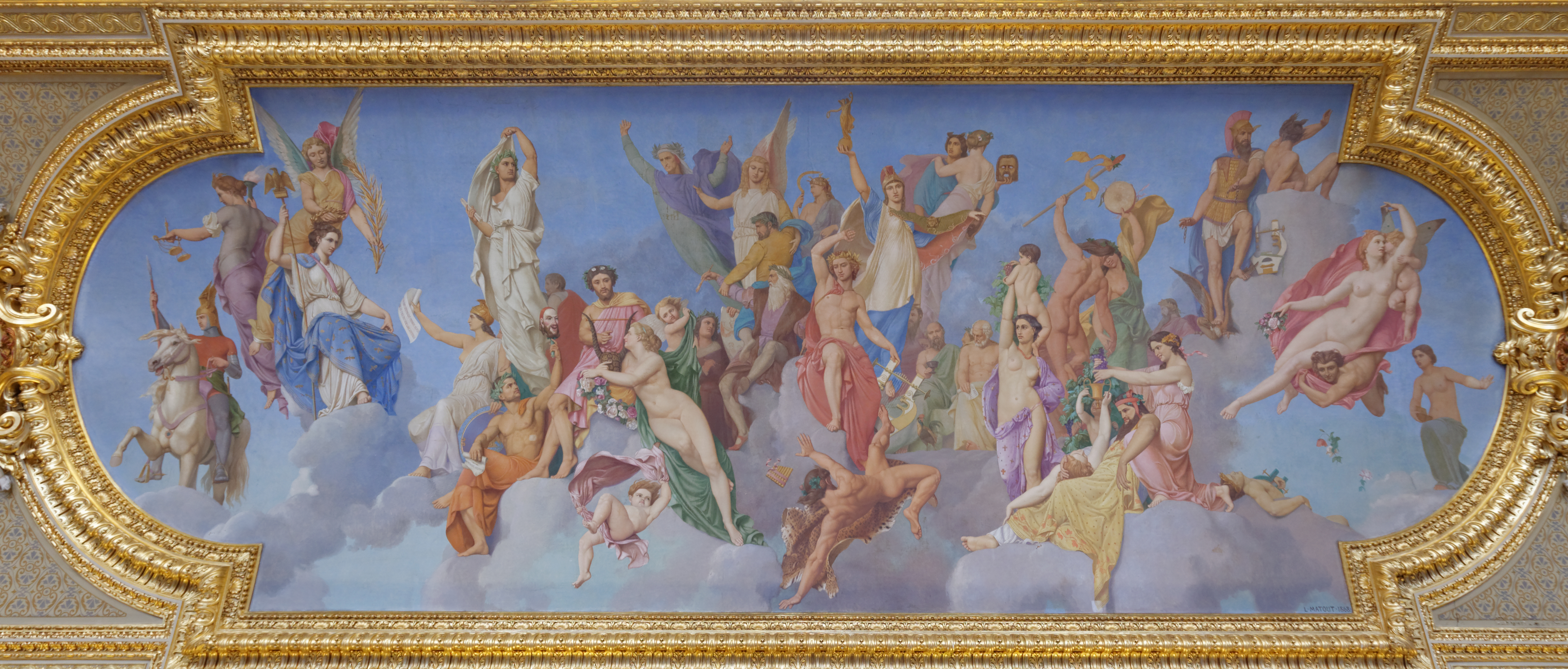
L'Assemblée des Dieux (1868), Paris, musée du Louvre.

## Salons
- 1849 : Le Goût.
- 1875 : Danse Antique.
- 1879 : Jésus chez Simon le pharisien, hors-concours, achat de l'État pour la cathédrale Saint-Louis de La Rochelle.

## Expositions
- Exposition universelle de 1867 : La Rencontre de Saint Joachim et de Sainte Anne.